# Első portugál grófság

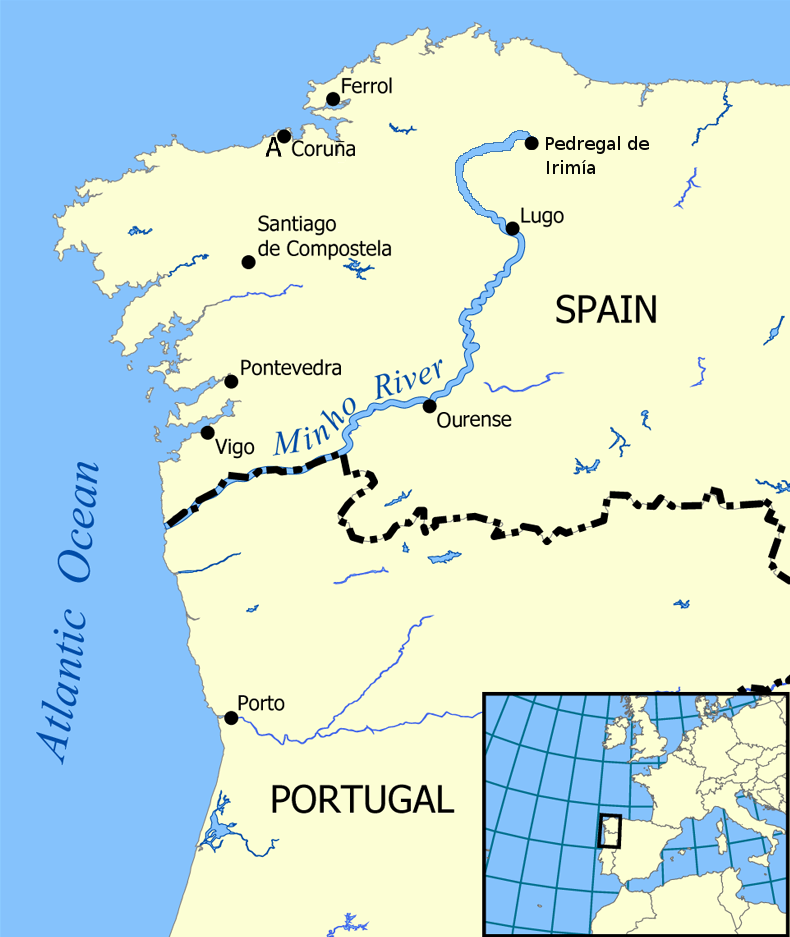
Portugália és Galicia határa a Minho folyó mentén

A Duero folyó az Ibériai-félszigeten

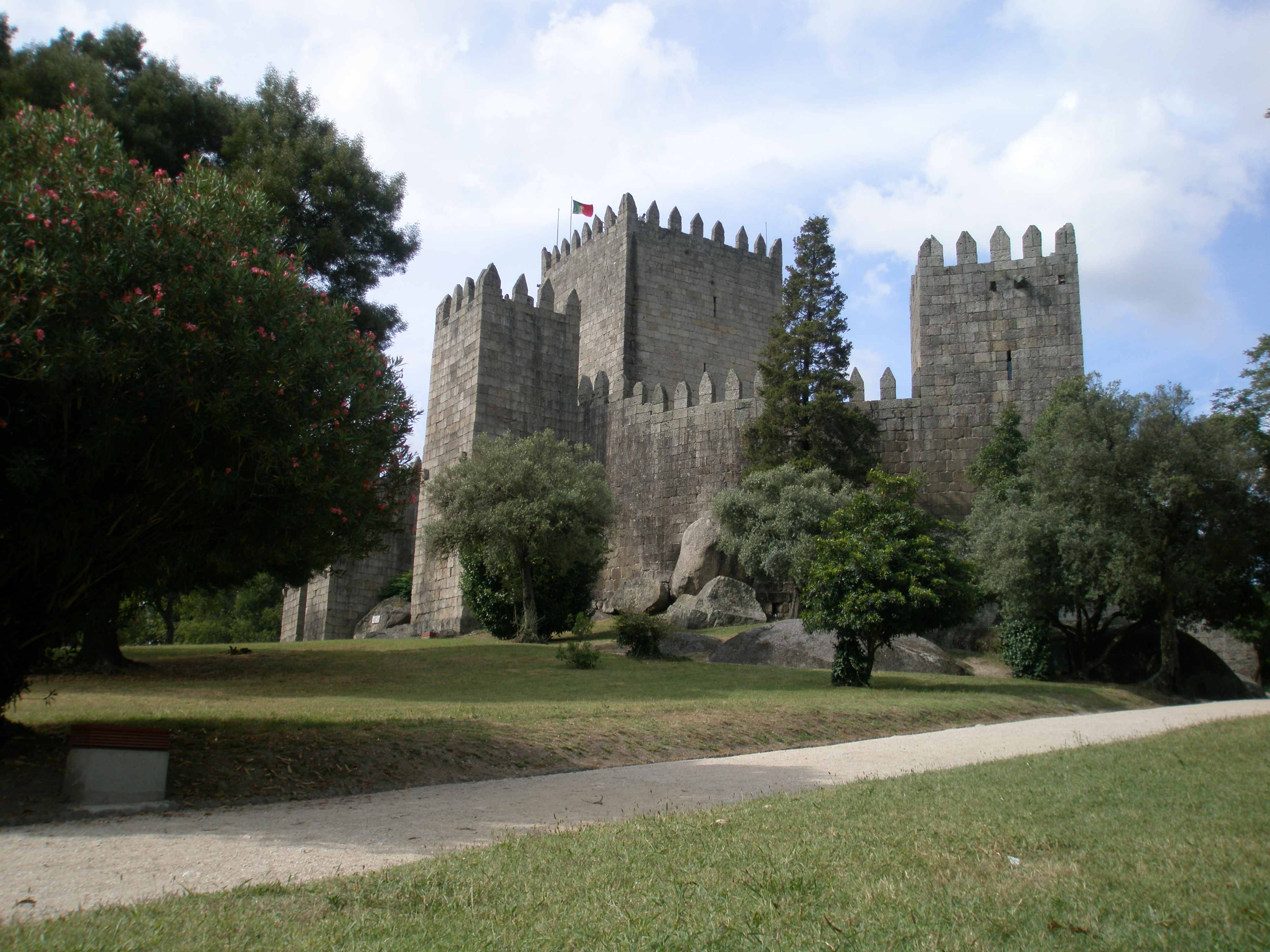
Guimarães vára

A Mondego folyó Portugáliában

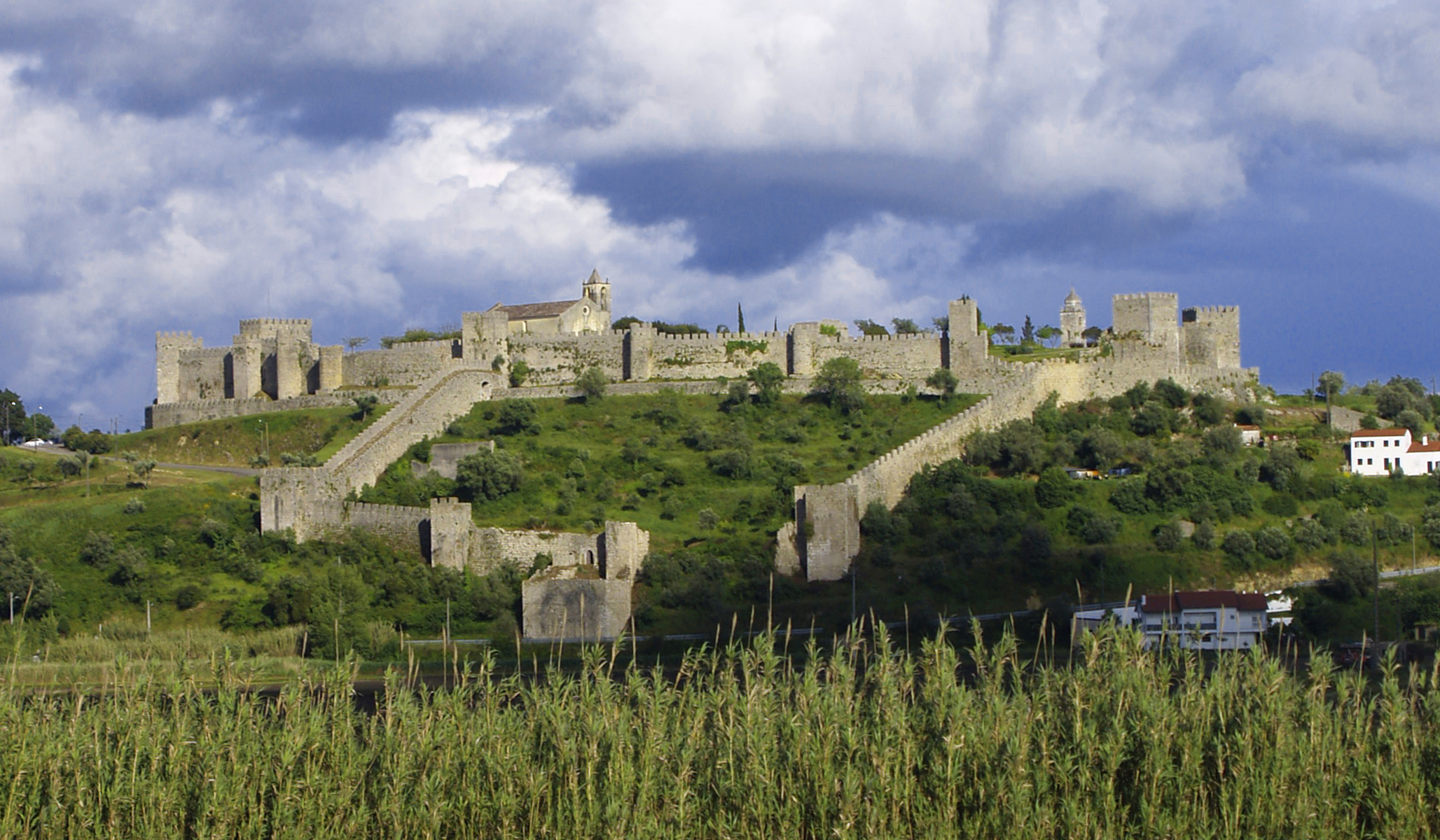
Montemor vára a Mondego mellett

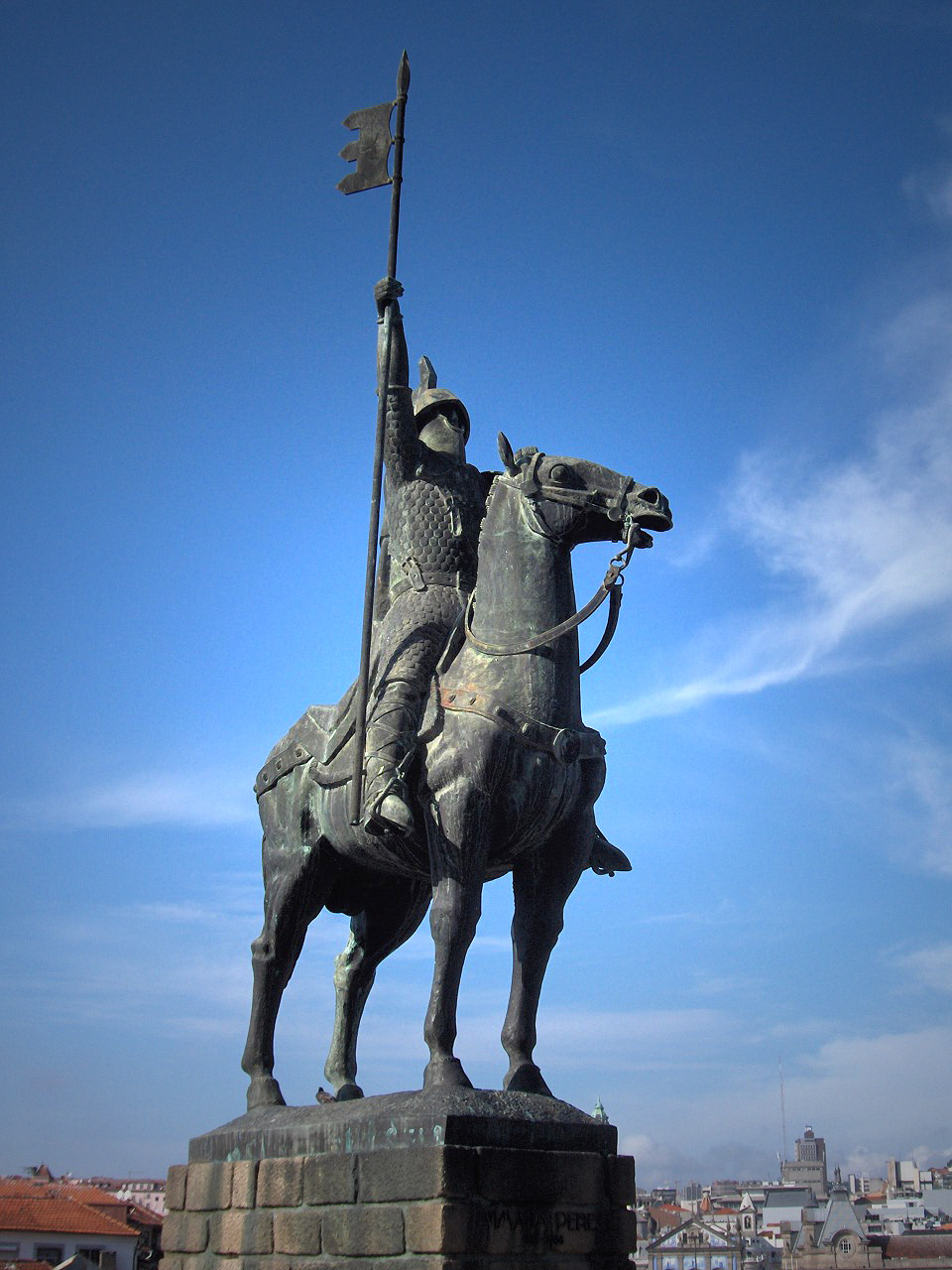
Vímara Peres lovasszobra Portóban

Az első portugál grófság 868-ban alakult, amikor III. (Nagy) Alfonz, Galicia királya (838–910) a vidéket a móroktól visszahódító hadvezérének, Vímara Peresnek adta a Minho és a Douro folyók közötti területet. Vímarát ezzel egyúttal gróffá is tette. A portugál grófok ugyan mindig Galicia, illetve a jogutód Leóni királyság, egy rövid időszakban (1029–1035) Navarra, majd később Kasztília hűbéresei voltak, a gyakorlatban azonban mind önállóbban intézték a grófság ügyeit, és többször is fellázadtak hűbéruruk ellen. A grófság és egyúttal a Vímara-ház 1071-ig maradt fenn.
A dél-galiciai grófság megalakításától származtatják trónjukat Portugália királyai, bár a királyságot csak 1139-ban kiáltotta ki I. Alfonz, a második portugál grófság harmadik grófja.

## Nevének története
A grófságot legnagyobb városáról, Portucaléról, a mai Portóról hamarosan Condado de Portucalénak kezdték nevezni. A Portugal névalak először egy 938-ban kelt okiratban fordul elő.

## Portugália címzetes királyai
Portugália, pontosabban „a portugál területek” királyának először II. Ordoño leóni király Ramiro fia, a későbbi II. Ramiro leóni király neveztette magát, amikor Froilaz Alfonz elűzése után (925-ben) megegyezett fivéreivel, és a királyságból az első portugál grófság, valamint Coimbra grófság (többé-kevésbé névleges) fennhatóságát kapta meg. Miután bátyja, IV. Alfonz leóni király az ő javára mondott le a trónról, a leóni uralkodók rendszeresen a „León és Portugália királya” címet kezdték használni.

## Leányági öröklés
A grófság viszonylag rövid történelme során háromszor is előfordult, hogy fiú örökös híján a hatalmat (Onega Lucides, Mumadona Dias, illetve Ilduara Mendes) lány örökölte. Az első két alkalommal a lányok nem Portucale, hanem Guimaranis grófnőjének címét kapták meg, és a hatalmat meg kellett osztaniuk férjükkel, aki Guimaranis grófja lett. Mindketten túlélték férjüket, ám annak halála után le kellett mondaniuk, és át kellett adniuk a címet és a hatalmat örökösüknek. Ilduarának is meg kellett osztania a hatalmat férjével, I. Nuñóval, ők azonban már Portugália grófjaiként uralkodtak.

## A grófság történelme
Vímara Peres miután (868-ban) megkapta a grófságot, megerődített várost alapított, amit az ő nevéről Vimaranisnak (vagy Vimarnak) neveztek el. Később Guimaranis lett, mai neve pedig Guimarães. Ez lett a grófság fővárosa; a portugálok ma is „a Bölcsőváros” néven emlegetik.
871-ben III. (Nagy) Alfonz hadai elfoglalták a Duero és a Mondego folyó közötti területet is. Az ezeken a részeken 878-ban megszervezett Coimbra grófság lett Galicia déli határvidéke; Portucale az ország belsejébe került.
873-ban meghalt Vímara Peres; utóda fia, Lucídio Vimaranes (ur. 873–922) lett.
922-ben, Lucídio Vimaranes halála után egyetlen gyermekeként Onega Lucides örökölte a grófságot. Guimaranis grófnőjeként ő lett az első grófnő – de mindössze két évig, mert férje, Diogo Fernandes halála után le kellett mondania a címről lánya, Mumadona Dias (ur. 924–950) javára. Diogo Fernandes halála után Mumadonának is le kellett mondania a címről; fia, Gonçalo Mendes (ur. 950–999) követte.
958-ban, amikor Fernán González, Kasztília grófja fellázadt I. Sancho leóni király ellen, Gonçalo Mendes csatlakozott a felkelőkhöz. Sanchót elűzték, de ő III. Abd Al-Rahmán córdobai kalifa segítségével hamarosan visszaszerezte trónját. Gonçalót megfosztotta címétől, ő azonban 962-ben fellázadt hűbérura ellen, és helyreállította hatalmát a grófságban.
981-ben Almanzor (Al-Hajib Al-Manszúr) nagy győzelmet aratott III. Ramiro leóni király felett Ruedánál. Coimbra grófság ezzel ismét (981-1064) a Córdobai Kalifátus uralma alá került, Portugália pedig a Leóni Királyság déli határvidékévé vált.
987-ben III. Abd Al-Rahmán nagy hadjáratot vezetett északra. Sorra elfoglalta a Duero folyótól északra emelt várakat, és egészen Santiago de Composteláig, Galicia fővárosáig jutott. A várost, amit érkezése előtt kiürítettek, földig rombolta.
997-ben Gonçalo Portugália nagyhercegévé (Magnus Dux Portucalensium) nyilvánította magát, majd fellázadt hűbérura, II. Bermudo leóni király ellen. A felkelést Bermudo leverte.
Gonçalo utóda fia, II. Mendo Gonçalves (ur. 999–1008) lett. Ő a portyázó vikingek elleni csatában esett el. Halála után egy rövid ideig felesége, Toda Mumadona kormányozta a grófságot, majd feleségül ment Alvito Nuñeshez, aki ugyancsak Vímara Peres leszármazottja volt, és e házassággal megkapta a grófi címet (1008–1015).
Alvito után a grófságot immár harmadszor egy lány, Ilduara Mendes (Mendo Gonçalves lánya) örökölte, a grófnő címet azonban csak 1017-ben kapta meg, amikor feleségül ment Nuño Alviteshez, és így Portugália grófja (1017–1028) lett. Halála után a címet fia, Mendo Nuñes (ur. 1028–1050) örökölte.
1034-ben Gonçalo Trastemires portugál vezér elfoglalta a Mondego folyó mellett álló Montemor várát. 1035-ben a frissen trónra lépett III. Bermudo leóni király Aveiro mellett legyőzte a mór hadakat. Mendo Nuñes csatában esett el, de nem tudni, hogy hol harcolt és kik ellen.
Az első portugál grófság utolsó grófja Nuño Mendes (ur. 1050–1071) lett.
1064-ben Nagy Ferdinánd, Kasztília és León királya visszafoglalta a móroktól a Mondego folyótól északra eső területeket, ahol másodszor is megszervezte Coimbra grófságot. 1065-ben, Ferdinánd halála után birodalmának nyugati részét García fia örökölte, aki „Galicia és Portugália királyává” nyilvánította magát.
1070-ben Nuño Mendes fellázadt II. García ellen, ő azonban a pedrosói csatában tönkreverte az ellene lázadó portugál hadakat. Az első portugál grófságot felszámolta; területét Coimbrához csatolta. Még abban az évben Garcíát is legyőzte bátyja, Vitéz Alfonz. Ezzel Galicia, mint önálló állam megszűnt, és vele a portugál területek is Kasztília részévé váltak.
A második portugál grófságot Vitéz Alfonz 1093-ban hozta létre; Portugália grófjává lánya férjét, Burgundi Henriket tette meg.